# 세차 (간지)
세차(歲次)는 해마다 차례로 붙이는 간지를 말한다. 그레고리력이나 율리우스력 같은 서력이 아닌 음력의 해를 기준으로 세차를 붙인다.
예를 들어 세종 26년(율리우스력 1444년 1월 20일 ~ 1445년 2월 6일)의 간지는 갑자이며, 이후 을축, 병인, … , 계해 순으로 간지를 붙인다. 현재의 그레고리력인 2025년 04월 13일은 음력으로 3월 16일이며 세차는 을사이다.

## 참고 문헌
1. ↑  “표준국어대사전 '세차'”. 국립국어원. 2011년 7월 1일에 확인함.

## 같이 보기
- 월건
- 일진
- 시주